# Raffel
Raffel är namnet på ett tärningsspel, som spelas med tre tärningar och i vilket vinst och förlust är helt beroende av slumpen. Ordet raffel är belagt i svenska språket sedan tidigt 1700-tal och var ursprungligen benämningen på ett kast med samma antal ögon på alla tre tärningarna, vilken sedan har fått ge namn åt själva spelet. Ordet har också kommit att stå för hasardspel med tärningar i allmänhet.
Raffel spelas med insatser, som läggs i en pott inför varje spelrunda. Deltagarna kastar tärningarna i tur och ordning, och för att ett kast ska vara giltigt måste två eller tre av tärningarna visa samma tal; är så inte fallet, ska kastet göras om. 
Den deltagare som slagit det högsta kastet vinner potten. Högsta möjliga kast är tre sexor, följt av tre femmor och så vidare. Har ingen kastat tre lika, går vinsten till deltagaren med det högsta paret. Skulle då flera deltagare ha lika höga högsta par, vinns potten av den som har det högsta talet på den tredje tärningen. 
Spelet hade sin glansperiod under 17- och 1800-talen.